# Campeonato Mundial de Boxeo Aficionado de 2003
El XII Campeonato Mundial de Boxeo Aficionado se celebró en Bangkok (Tailandia) entre el 6 y el 12 de julio de 2003 bajo la organización de la Asociación Internacional de Boxeo (AIBA) y la Asociación Tailandesa de Boxeo Aficionado.
Las competiciones se realizaron en el Gimnasio Nimibutr de la capital tailandesa.

## Medallistas
| Evento               | Oro                            | Plata                               | Bronce                                                          |
| -------------------- | ------------------------------ | ----------------------------------- | --------------------------------------------------------------- |
| Minimosca (48 kg)    | Serguei Kazakov · Rusia        | Zou Shiming China                   | Noman Karim Pakistán Harry Tañamor Filipinas                    |
| Mosca (51 kg)        | Somjit Jongjohor Tailandia     | Jérôme Thomas Francia               | Alexandar Alexandrov · Bulgaria Rustam Rachimow · Alemania      |
| Gallo (54 kg)        | Ağası Məmmədov Azerbaiyán      | Guennadi Kovaliov · Rusia           | Detelin Dalakliev Bulgaria Bahodirjon Sultonov Uzbekistán       |
| Pluma (57 kg)        | Galib Dzhafarov · Kazajistán   | Vitali Tajbert · Alemania           | Abdusalom Jasanov Tayikistán Jo Seok-Hwan Corea del Sur         |
| Ligero (60 kg)       | Mario Kindelán · Cuba          | Pichai Sayotha Tailandia            | Martin Dreßen · Alemania Gyula Káté · Hungría                   |
| Superligero (64 kg)  | Willy Blain Francia            | Alexandr Maletin · Rusia            | Tofiq Əhmədov Azerbaiyán Manus Boonjamnong Tailandia            |
| Wélter (69 kg)       | Lorenzo Aragón · Cuba          | Sherzod Husanov Uzbekistán          | Andre Berto Estados Unidos Ruslan Xeyirov Azerbaiyán            |
| Medio (75 kg)        | Guennadi Golovkin · Kazajistán | Oleh Mashkin · Ucrania              | Yordanis Despaigne · Cuba Nikola Sjekloća · Serbia y Montenegro |
| Semipesado (81 kg)   | Yevgueni Makarenko · Rusia     | Magomed Aripgadzhiyev · Bielorrusia | Rudolf Kraj · República Checa Aleksy Kuziemski · Polonia        |
| Pesado (91 kg)       | Odlanier Solís · Cuba          | Alexandr Alexeyev · Rusia           | Steffen Kretschmann · Alemania Viktar Zuyeu · Bielorrusia       |
| Superpesado (+91 kg) | Alexandr Povetkin · Rusia      | Pedro Carrión · Cuba                | Sebastian Köber · Alemania Rustam Saidov · Uzbekistán           |

## Medallero
| Núm. | País                | Oro | Plata | Bronce | Total |
| ---- | ------------------- | --- | ----- | ------ | ----- |
| 1    | Rusia               | 3   | 3     | 0      | 6     |
| 2    | Cuba                | 3   | 1     | 1      | 5     |
| 3    | Kazajistán          | 2   | 0     | 0      | 2     |
| 4    | Tailandia           | 1   | 1     | 1      | 3     |
| 5    | Francia             | 1   | 1     | 0      | 2     |
| 6    | Azerbaiyán          | 1   | 0     | 2      | 3     |
| 7    | Alemania            | 0   | 1     | 4      | 5     |
| 8    | Uzbekistán          | 0   | 1     | 2      | 3     |
| 9    | Bielorrusia         | 0   | 1     | 1      | 2     |
| 10   | China               | 0   | 1     | 0      | 1     |
| 10   | Ucrania             | 0   | 1     | 0      | 1     |
| 12   | Bulgaria            | 0   | 0     | 2      | 2     |
| 13   | Corea del Sur       | 0   | 0     | 1      | 1     |
| 13   | Estados Unidos      | 0   | 0     | 1      | 1     |
| 13   | Filipinas           | 0   | 0     | 1      | 1     |
| 13   | Hungría             | 0   | 0     | 1      | 1     |
| 13   | Pakistán            | 0   | 0     | 1      | 1     |
| 13   | Polonia             | 0   | 0     | 1      | 1     |
| 13   | República Checa     | 0   | 0     | 1      | 1     |
| 13   | Serbia y Montenegro | 0   | 0     | 1      | 1     |
| 13   | Tayikistán          | 0   | 0     | 1      | 1     |
|      | TOTAL               | 11  | 11    | 22     | 44    |